# 레아 (성경 인물)
레아(Leah)는 히브리어 성경에 나오는 야곱의 두 아내 중 한 명이다. 레아는 야곱의 첫 아내이자, 두 번째 (그리고 더 총애받는) 아내인 라헬의 언니이다. 그녀는 야곱의 첫째 아들인 르우벤의 어머니이다. 그녀는 시므온 (야곱의 자식), 레위, 유다 (야곱의 아들) 세 아들을 더 낳지만, 라헬이 맨드레이크 뿌리 (דודאים, 두다임)와 교환하여 레아에게 야곱과의 밤을 제공할 때까지는 다른 아들을 낳지 못한다. 레아는 그 후 두 아들인 이싸갈과 즈불룬을 낳았고, 야곱의 유일한 딸인 디나 (성경 인물)를 낳았다.

## 이름
레아는 "들소"를 의미하며, 이는 이나나, 우라쉬, 난세와 같은 고대 여신들의 흔한 칭호였다. 라헬은 "암양"을 의미한다. 노엘은 이 세부 사항에 라반의 가축들과 관련된 아이러니가 있다고 말한다. 하나는 생식 행위에 관한 것이다. - "내 기한이 찼으니 내 아내를 내게 주어 내가 그에게로 들어가게 하라"(אליה) (창 29:21). 여기에 또한 레아의 이름에 대한 미묘한 말장난이 있는데, 이는 창 29:23에서 다시 나타난다.

## 성경 이야기

### 개요
레아는 창세기 29장에서 처음 등장하며, 그녀는 라반 (성경 인물)의 딸이자 라헬의 언니로 묘사되며, 라헬의 육체적 아름다움에 비할 바 못하고 눈이 부드럽다고 한다. 창세기의 이전 구절들은 그녀의 아버지 가족에 대한 배경을 제공하며, 그를 통해 그녀가 리브가의 조카임을 언급하는데, 리브가는 이사악의 아내이자 야곱과 에서의 어머니이며, 브두엘의 손녀이다. 랍비 문학은 더 나아가, 야샤르의 책은 레아와 라헬이 쌍둥이였다고 주장하며 그녀의 어머니의 이름을 아디나, 그녀의 형제들의 이름을 브올, 알룹, 무라쉬라고 기록한다. 랍비 문학은 레아와 라헬이 레아의 미래 남편인 야곱의 첩으로 봉사하고 그들의 자녀를 그녀와 라헬이 자신의 자녀처럼 키울 두 자매인 실바 (성경 인물)와 빌하의 이복 자매였는지에 대해 스스로 모순된다. 한 자료는 그들을 라반의 딸이지만 그의 아내 아디나의 딸은 아니라고 나열하고, 다른 자료는 그들을 라반과 가까웠지만 혈연 관계는 아닌 로테우스의 딸이라고 나열한다. 만약 실바와 빌하가 레아의 이복 자매였다면, 이것은 레아의 입양 아들인 가드 (성경 인물)와 아셀, 그리고 라헬의 입양 아들인 단 (야곱의 아들)과 납달리를 그녀의 조카로 만들 것이다. 창세기 28:2에 따르면, 가족은 역사적인 메소포타미아 북부에 해당한다고 여겨지는 지역인 밧단아람에 거주했다.
레아와 라헬이 언급되기 전에 창세기는 그들의 사촌이자 미래의 남편인 야곱이 어머니 리브가의 도움을 받아 죽어가는 아버지 이사악을 속여 쌍둥이 형 에서의 장자권을 가로채는 방법을 자세히 설명한다. 형의 분노를 두려워한 야곱은 고향을 떠나 하란으로 도피하여 라반과 그의 딸들을 포함한 외가 친척들을 만난다. 성경 구절들은 레아를 무시하고 라헬을 총애하며, 라헬은 아름답다고 하고 레아는 "지친", "피곤한" 또는 "부드러운" 눈을 가졌을 뿐이라고 한다. 야곱은 라헬과 결혼하기를 열망하며, 그녀와 결혼할 수 있다면 그녀의 아버지에게 7년간 봉사하기로 동의한다. 라반은 처음에 동의하지만, 야곱과 라헬의 결혼식이 될 예정이었던 밤에 라반은 약속을 어긴다. 그는 레아가 나이가 많기 때문에 야곱이 대신 레아와 결혼해야 한다고 주장한다. 야곱은 결국 라헬과 결혼하는 것이 허락되었고, 레아와의 결혼과 관련된 잔치가 끝난 직후 즉시 7년간의 봉사를 대가로 라헬과 결혼한다.
야곱의 아내로서 레아의 삶은 고통스러웠다. 그녀는 너무나 외로워서 주님께서도 그것을 알아차리시고 위로로 많은 자녀를 주셨다. 결혼 생활 동안 레아(와 라헬)가 겪었던 극심한 정신적 고통 때문에, 야훼는 나중에 두 자매가 모두 살아있는 동안에는 한 여자와 그녀의 자매의 벗은 몸을 드러내는 것을 엄격히 반대한다고 명확히 했다 (창세기 30:1, 레위기 18:18).
라헬의 불임에도 불구하고 야곱은 여전히 라헬을 레아보다 총애했다. 그는 또한 라헬의 아들들인 요셉과 베냐민을 레아의 아들들보다 총애했으며, 그것을 그녀나 그의 다른 자녀들에게 숨기려 하지 않았다. 역대기상 5:1에 따르면, 야곱은 유대 율법에서 장자에게 더 많은 유산을 받을 권리를 주는 장자권을 자신의 맏아들인 르우벤에게서 그의 둘째 막내아들인 요셉에게로 옮겼고, 창세기 33:2에서, 에서와 대면했을 때 자신, 라헬, 요셉을 보호하기 위해 레아와 실바와 빌하 그리고 그들의 모든 아들을 자신의 앞에 세워 일종의 완충 장치나 방패로 사용했다.

### 외모
토라는 레아를 "레아는 눈이 부드러웠다" (고대 히브리어: ועיני לאה רכות)는 문구로 묘사하며 소개한다 (창세기 29:17). 형용사 "부드러운" (רכות)이 "섬세하고 부드러운" 또는 "피곤한" 또는 "약한"으로 해석되어야 하는지에 대해 논란이 있다.
라시 (랍비)의 주석은 레아의 눈이 어떻게 약해졌는지에 대한 랍비 해석을 인용한다. 이 이야기에 따르면, 레아는 야곱의 쌍둥이 형인 에서와 결혼할 운명이었다. 랍비의 관점에서는 두 형제가 극과 극이다. 야곱은 하나님을 두려워하는 학자이고 에서는 우상숭배와 간통을 즐기는 사냥꾼이다. 그러나 사람들은 "라반에게는 두 딸이 있고 그의 누이 리브가에게는 두 아들이 있다. 나이 많은 딸(레아)은 나이 많은 아들(에서)과 결혼하고, 어린 딸(라헬)은 어린 아들(야곱)과 결혼할 것이다"라고 말하고 있었다. 이 말을 들은 레아는 대부분의 시간을 울며 하나님께 자신의 정해진 짝을 바꿔달라고 기도하며 보냈다. 따라서 토라는 그녀의 눈을 울음으로 인해 "부드럽다"고 묘사한다. 하나님은 레아의 눈물과 기도에 귀 기울이시고 라헬보다 먼저 야곱과 결혼하게 하신다.

### 야곱과의 결혼
레아는 아버지 라반의 속임수를 통해 야곱의 아내가 된다. 성경 기록에 따르면, 야곱은 형 에서에게 죽임을 당하는 것을 피하고 아내를 찾기 위해 어머니 리브가의 오빠인 라반의 고향으로 보내진다. 우물가에서 그는 라반의 어린 딸 라헬이 아버지의 양을 치는 것을 보고 그녀와 결혼하기로 결심한다. 라반은 야곱이 7년 동안 자신을 위해 일하는 한 라헬을 야곱에게 주려고 한다.
그러나 결혼식 밤에 라반은 라헬 대신 레아를 바꿔치기 한다. 나중에 라반은 나이 어린 딸을 나이 많은 딸보다 먼저 결혼시키는 것은 관례가 아니라고 주장한다 (창세기 29:16-30). 라반은 야곱에게 7년 더 일하는 대가로 라헬을 결혼시키겠다고 제안한다 (창세기 29:27). 야곱은 그 제안을 받아들이고 레아와의 결혼 축제가 일주일간 끝난 후 라헬과 결혼한다.

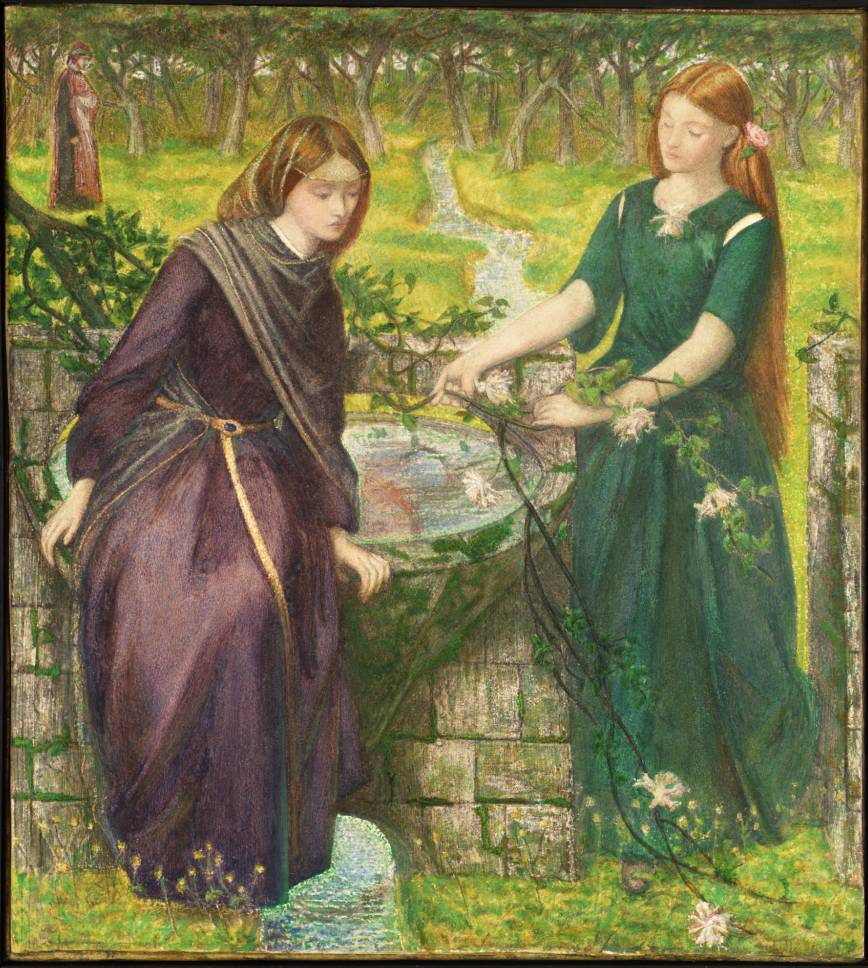
단테의 라헬과 레아의 환상 – 단테 가브리엘 로세티, 1855년

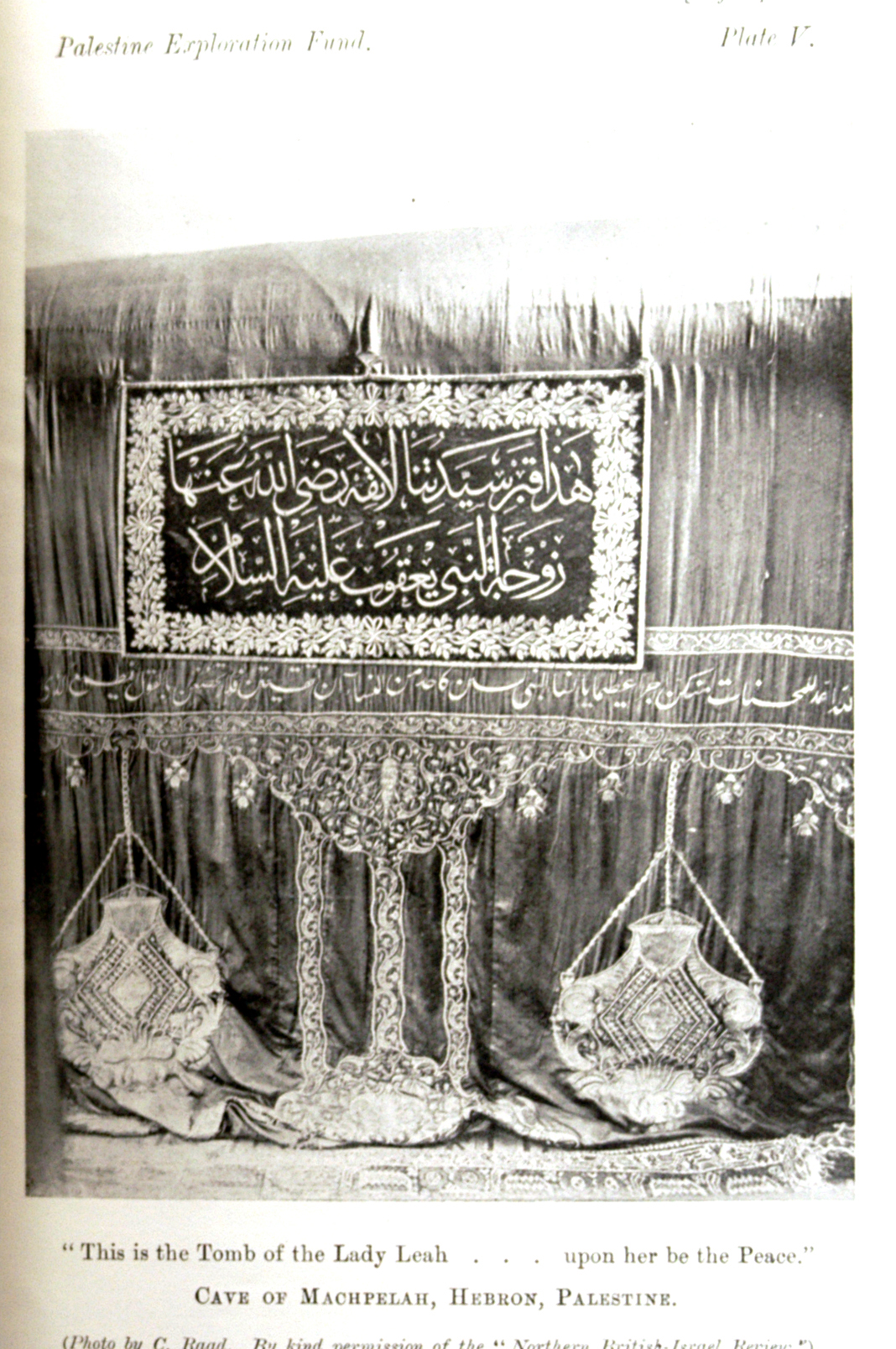
레아의 무덤, 1911년

### 모성
레아는 야곱의 여섯 아들, 즉 첫 네 아들 (르우벤, 시므온, 레위, 유다)과 나중에 두 아들 (이싸갈과 즈불룬), 그리고 딸 하나 (디나)의 어머니였다. 성경에 따르면, 하나님은 레아가 "사랑받지 못함"을 보시고 위로로 그녀의 태를 여셨다. 그녀의 아들 레위와 유다를 통해 그녀는 이스라엘의 제사장 (레위)과 왕족 (유다) 지파 모두의 시조모가 된다.
자신이 임신할 수 없음을 본 라헬은 자신의 몸종 빌하를 야곱에게 주었고, 빌하가 낳은 두 아들 (단과 납달리)의 이름을 지어주고 키웠다. 레아는 이에 대응하여 자신의 몸종 실바 (성경 인물)를 야곱에게 주었고, 실바가 낳은 두 아들 (가드와 아셀)의 이름을 지어주고 키웠다. 일부 주석에 따르면, 빌하와 실바는 사실 레아와 라헬의 이복 자매이다.
어느 날, 레아의 맏아들 르우벤이 밭에서 어머니를 위해 맨드레이크를 가지고 돌아왔다. 레아는 한동안 임신하지 못했고, 뿌리가 인체와 닮은 그 식물은 다산에 도움이 된다고 여겨졌다. 전혀 임신할 수 없다는 것에 좌절한 라헬은 맨드레이크를 대가로 남편과의 밤을 레아와 바꾸자고 제안했다. 레아는 동의했고, 그날 밤 그녀는 야곱과 잠자리를 같이하여 이싸갈을 임신했다. 그 후 그녀는 즈불룬과 딸 디나를 낳았다. 그 후에 하나님은 라헬을 기억하시고 그녀에게 두 아들인 요셉과 베냐민을 주셨다.

### 라헬과의 경쟁
강론적 차원에서 고전적인 하시딤 문헌들은 자매들의 경쟁을 단순한 부부 간의 질투 이상으로 설명한다. 각 여성은 자신의 아보다트 하셈(하나님께 봉사)에서 영적으로 성장하기를 원했고, 따라서 이 세상에서 하나님의 개인적인 사자이신 차디크(야곱)와 가까워지기를 추구했다. 야곱과 결혼하여 그의 아들들을 낳음으로써, 이 아들들은 차디크의 집에서 자라 다음 세대에 그의 사명을 이어갈 것이고 (실제로 12아들 모두가 차디킴이 되어 이스라엘 민족의 기초를 이루었다), 그들은 하나님과 더욱 가까운 관계를 발전시킬 것이다. 그러므로 레아와 라헬은 가능한 한 많은 아들들을 낳기를 원했고, 심지어 자신들의 몸종들을 야곱에게 대리모로 제공하여 몸종들의 아들들의 양육에도 참여할 수 있도록 했다.
각 여성은 또한 영성을 향한 개인적인 노력에서 자신이 충분히 하고 있는지 끊임없이 질문했으며, 상대방의 예를 들어 자신을 채찍질하곤 했다. 라헬은 레아의 눈물 어린 기도를 부러워했는데, 그 기도로 인해 레아는 차디크와 결혼하여 그의 열두 아들 중 여섯을 낳을 자격을 얻었다. 탈무드 (메길라 13b)는 라헬이 레아에게 자신과 야곱이 베일에 싸인 신부를 식별하기 위해 고안한 비밀 신호를 알려주었다고 말한다. 왜냐하면 그들 둘 다 라반이 그런 속임수를 쓸 것이라고 의심했기 때문이다.

### 죽음과 매장
레아는 야곱보다 먼저 사망했다 (창세기 49:31에 따르면). 그녀는 헤브론의 막벨라굴에 야곱과 함께 묻혔다고 여겨진다. 이 동굴에는 아브라함과 사라, 이사악과 리브가의 무덤도 있다.

## 중세기독교상징주의
중세 기독교 상징주의에서 라헬은 관상적인 (수도원) 기독교 생활의 상징으로, 레아는 활동적인 (비수도원) 생활의 상징으로 여겨졌다. 단테 알리기에리의 Purgatorio에는 라헬과 레아의 꿈이 포함되어 있으며, 이는 단테 가브리엘 로세티를 비롯한 여러 예술가들의 삽화에 영감을 주었다.

"... 꿈속에서 나는 여인을 본 듯했다

젊고 아름다운; 평원에서 그녀는

꽃을 따고, 노래하면서 말하길:

내 이름을 묻는 자 누구든, 내가 레아임을 알라,

나는 아름다운 손으로

내가 딴 꽃들로 화환을 만들고 있다."

## 가계도
|      |      |      |      |      |      |      |      |          |          |          |          |               |               |               |               | 데라          |               |      |      |      |      |                                                                    |                                                                    |                                                                    |                                                                    |                                                                    |                                                                    |  |  |               |               |               |               |               |               |      |      |                 |                 |                 |                 |                 |                 |      |      |                     |                     |                     |                     |                     |                     |         |         |         |         |  |  |
|      |      |      |      |      |      |      |      |          |          |          |          |               |               |               |               |               |               |      |      |      |      |                                                                    |                                                                    |                                                                    |                                                                    |                                                                    |                                                                    |  |  |               |               |               |               |               |               |      |      |                 |                 |                 |                 |                 |                 |      |      |                     |                     |                     |                     |                     |                     |         |         |         |         |  |  |
|      |      |      |      |      |      |      |      |          |          |          |          |               |               |               |               |               |               |      |      |      |      |                                                                    |                                                                    |                                                                    |                                                                    |                                                                    |                                                                    |  |  |               |               |               |               |               |               |      |      |                 |                 |                 |                 |                 |                 |      |      |                     |                     |                     |                     |                     |                     |         |         |         |         |  |  |
| 사라 | 사라 | 사라 | 사라 | 사라 | 사라 |      |      | 아브라함 | 아브라함 | 아브라함 | 아브라함 | 아브라함      | 아브라함      |               |               | 하갈          | 하갈          | 하갈 | 하갈 | 하갈 | 하갈 |                                                                    |                                                                    |                                                                    |                                                                    |                                                                    |                                                                    |  |  |               |               |               |               |               |               |      |      |                 |                 |                 |                 | 하란            | 하란            | 하란 | 하란 | 하란                | 하란                |                     |                     |                     |                     |         |         |         |         |  |  |
| 사라 | 사라 | 사라 | 사라 | 사라 | 사라 |      |      | 아브라함 | 아브라함 | 아브라함 | 아브라함 | 아브라함      | 아브라함      |               |               | 하갈          | 하갈          | 하갈 | 하갈 | 하갈 | 하갈 |                                                                    |                                                                    |                                                                    |                                                                    |                                                                    |                                                                    |  |  |               |               |               |               |               |               |      |      |                 |                 |                 |                 | 하란            | 하란            | 하란 | 하란 | 하란                | 하란                |                     |                     |                     |                     |         |         |         |         |  |  |
|      |      |      |      |      |      |      |      |          |          |          |          |               |               |               |               |               |               |      |      |      |      |                                                                    |                                                                    | 나홀                                                               |                                                                    |                                                                    |                                                                    |  |  |               |               |               |               |               |               |      |      |                 |                 |                 |                 |                 |                 |      |      |                     |                     |                     |                     |                     |                     |         |         |         |         |  |  |
|      |      |      |      |      |      |      |      |          |          |          |          |               |               |               |               |               |               |      |      |      |      |                                                                    |                                                                    |                                                                    |                                                                    |                                                                    |                                                                    |  |  |               |               |               |               |               |               |      |      |                 |                 |                 |                 |                 |                 |      |      |                     |                     |                     |                     |                     |                     |         |         |         |         |  |  |
|      |      |      |      |      |      |      |      |          |          |          |          | 이스마엘      | 이스마엘      | 이스마엘      | 이스마엘      | 이스마엘      | 이스마엘      |      |      |      |      |                                                                    |                                                                    |                                                                    |                                                                    |                                                                    |                                                                    |  |  |               |               |               |               | 밀가          | 밀가          | 밀가 | 밀가 | 밀가            | 밀가            |                 |                 | 롯              | 롯              | 롯   | 롯   | 롯                  | 롯                  |                     |                     | 이스가              | 이스가              | 이스가  | 이스가  | 이스가  | 이스가  |  |  |
|      |      |      |      |      |      |      |      |          |          |          |          | 이스마엘      | 이스마엘      | 이스마엘      | 이스마엘      | 이스마엘      | 이스마엘      |      |      |      |      |                                                                    |                                                                    |                                                                    |                                                                    |                                                                    |                                                                    |  |  |               |               |               |               | 밀가          | 밀가          | 밀가 | 밀가 | 밀가            | 밀가            |                 |                 | 롯              | 롯              | 롯   | 롯   | 롯                  | 롯                  |                     |                     | 이스가              | 이스가              | 이스가  | 이스가  | 이스가  | 이스가  |  |  |
|      |      |      |      |      |      |      |      |          |          |          |          |               |               |               |               |               |               |      |      |      |      |                                                                    |                                                                    |                                                                    |                                                                    |                                                                    |                                                                    |  |  |               |               |               |               |               |               |      |      |                 |                 |                 |                 |                 |                 |      |      |                     |                     |                     |                     |                     |                     |         |         |         |         |  |  |
|      |      |      |      |      |      |      |      |          |          |          |          |               |               |               |               |               |               |      |      |      |      |                                                                    |                                                                    |                                                                    |                                                                    |                                                                    |                                                                    |  |  |               |               |               |               |               |               |      |      |                 |                 |                 |                 |                 |                 |      |      |                     |                     |                     |                     |                     |                     |         |         |         |         |  |  |
|      |      |      |      |      |      |      |      |          |          |          |          | 이스마엘 부족 | 이스마엘 부족 | 이스마엘 부족 | 이스마엘 부족 | 이스마엘 부족 | 이스마엘 부족 |      |      |      |      | 7 아들                                                             | 7 아들                                                             | 7 아들                                                             | 7 아들                                                             | 7 아들                                                             | 7 아들                                                             |  |  | 브두엘        | 브두엘        | 브두엘        | 브두엘        | 브두엘        | 브두엘        |      |      | 첫째 딸         | 첫째 딸         | 첫째 딸         | 첫째 딸         | 첫째 딸         | 첫째 딸         |      |      |                     |                     |                     |                     | 둘째 딸             | 둘째 딸             | 둘째 딸 | 둘째 딸 | 둘째 딸 | 둘째 딸 |  |  |
|      |      |      |      |      |      |      |      |          |          |          |          | 이스마엘 부족 | 이스마엘 부족 | 이스마엘 부족 | 이스마엘 부족 | 이스마엘 부족 | 이스마엘 부족 |      |      |      |      | 7 아들                                                             | 7 아들                                                             | 7 아들                                                             | 7 아들                                                             | 7 아들                                                             | 7 아들                                                             |  |  | 브두엘        | 브두엘        | 브두엘        | 브두엘        | 브두엘        | 브두엘        |      |      | 첫째 딸         | 첫째 딸         | 첫째 딸         | 첫째 딸         | 첫째 딸         | 첫째 딸         |      |      |                     |                     |                     |                     | 둘째 딸             | 둘째 딸             | 둘째 딸 | 둘째 딸 | 둘째 딸 | 둘째 딸 |  |  |
|      |      |      |      |      |      |      |      |          |          |          |          |               |               |               |               |               |               |      |      |      |      |                                                                    |                                                                    |                                                                    |                                                                    |                                                                    |                                                                    |  |  |               |               |               |               |               |               |      |      |                 |                 |                 |                 |                 |                 |      |      |                     |                     |                     |                     |                     |                     |         |         |         |         |  |  |
|      |      |      |      |      |      |      |      |          |          |          |          |               |               |               |               |               |               |      |      |      |      |                                                                    |                                                                    |                                                                    |                                                                    |                                                                    |                                                                    |  |  |               |               |               |               |               |               |      |      |                 |                 |                 |                 |                 |                 |      |      |                     |                     |                     |                     |                     |                     |         |         |         |         |  |  |
|      |      | 이삭 | 이삭 | 이삭 | 이삭 | 이삭 | 이삭 |          |          | 리브가   | 리브가   | 리브가        | 리브가        | 리브가        | 리브가        |               |               |      |      |      |      |                                                                    |                                                                    |                                                                    |                                                                    |                                                                    |                                                                    |  |  |               |               | 라반          | 라반          | 라반          | 라반          | 라반 | 라반 |                 |                 | 모압            | 모압            | 모압            | 모압            | 모압 | 모압 |                     |                     | 암몬인              | 암몬인              | 암몬인              | 암몬인              | 암몬인  | 암몬인  |         |         |  |  |
|      |      | 이삭 | 이삭 | 이삭 | 이삭 | 이삭 | 이삭 |          |          | 리브가   | 리브가   | 리브가        | 리브가        | 리브가        | 리브가        |               |               |      |      |      |      |                                                                    |                                                                    |                                                                    |                                                                    |                                                                    |                                                                    |  |  |               |               | 라반          | 라반          | 라반          | 라반          | 라반 | 라반 |                 |                 | 모압            | 모압            | 모압            | 모압            | 모압 | 모압 |                     |                     | 암몬인              | 암몬인              | 암몬인              | 암몬인              | 암몬인  | 암몬인  |         |         |  |  |
|      |      |      |      |      |      |      |      |          |          |          |          |               |               |               |               |               |               |      |      |      |      |                                                                    |                                                                    |                                                                    |                                                                    |                                                                    |                                                                    |  |  |               |               |               |               |               |               |      |      |                 |                 |                 |                 |                 |                 |      |      |                     |                     |                     |                     |                     |                     |         |         |         |         |  |  |
|      |      |      |      |      |      |      |      |          |          |          |          |               |               |               |               |               |               |      |      |      |      |                                                                    |                                                                    |                                                                    |                                                                    |                                                                    |                                                                    |  |  |               |               |               |               |               |               |      |      |                 |                 |                 |                 |                 |                 |      |      |                     |                     |                     |                     |                     |                     |         |         |         |         |  |  |
|      |      | 에서 | 에서 | 에서 | 에서 | 에서 | 에서 |          |          | 야곱     | 야곱     | 야곱          | 야곱          | 야곱          | 야곱          |               |               |      |      |      |      |                                                                    |                                                                    |                                                                    |                                                                    |                                                                    |                                                                    |  |  |               |               |               |               |               |               |      |      |                 |                 |                 |                 |                 |                 |      |      |                     |                     |                     |                     | 라헬                | 라헬                | 라헬    | 라헬    | 라헬    | 라헬    |  |  |
|      |      | 에서 | 에서 | 에서 | 에서 | 에서 | 에서 |          |          | 야곱     | 야곱     | 야곱          | 야곱          | 야곱          | 야곱          |               |               |      |      |      |      |                                                                    |                                                                    |                                                                    |                                                                    |                                                                    |                                                                    |  |  |               |               |               |               |               |               |      |      |                 |                 |                 |                 |                 |                 |      |      |                     |                     |                     |                     | 라헬                | 라헬                | 라헬    | 라헬    | 라헬    | 라헬    |  |  |
|      |      |      |      |      |      |      |      |          |          |          |          |               |               |               |               |               |               |      |      |      |      |                                                                    |                                                                    |                                                                    |                                                                    |                                                                    |                                                                    |  |  |               |               |               |               |               |               |      |      |                 |                 |                 |                 | 빌하            |                 |      |      |                     |                     |                     |                     |                     |                     |         |         |         |         |  |  |
|      |      |      |      |      |      |      |      |          |          |          |          |               |               |               |               |               |               |      |      |      |      |                                                                    |                                                                    |                                                                    |                                                                    |                                                                    |                                                                    |  |  |               |               |               |               |               |               |      |      |                 |                 |                 |                 |                 |                 |      |      |                     |                     |                     |                     |                     |                     |         |         |         |         |  |  |
|      |      | 에돔 | 에돔 | 에돔 | 에돔 | 에돔 | 에돔 |          |          |          |          |               |               |               |               |               |               |      |      |      |      |                                                                    |                                                                    |                                                                    |                                                                    |                                                                    |                                                                    |  |  |               |               |               |               | 실바          | 실바          | 실바 | 실바 | 실바            | 실바            |                 |                 |                 |                 |      |      |                     |                     |                     |                     |                     |                     |         |         |         |         |  |  |
|      |      |      | 에돔 | 에돔 | 에돔 | 에돔 | 에돔 |          |          |          |          |               |               |               |               |               |               |      |      |      |      |                                                                    |                                                                    |                                                                    |                                                                    |                                                                    |                                                                    |  |  |               |               |               |               | 실바          | 실바          | 실바 | 실바 | 실바            | 실바            |                 |                 |                 |                 |      |      |                     |                     |                     |                     |                     |                     |         |         |         |         |  |  |
|      |      |      |      |      |      |      |      |          |          |          |          |               |               |               |               |               |               |      |      |      |      |                                                                    |                                                                    |                                                                    |                                                                    | 레아                                                               |                                                                    |  |  |               |               |               |               |               |               |      |      |                 |                 |                 |                 |                 |                 |      |      |                     |                     |                     |                     |                     |                     |         |         |         |         |  |  |
|      |      |      |      |      |      |      |      |          |          |          |          |               |               |               |               |               |               |      |      |      |      |                                                                    |                                                                    |                                                                    |                                                                    |                                                                    |                                                                    |  |  |               |               |               |               |               |               |      |      |                 |                 |                 |                 |                 |                 |      |      |                     |                     |                     |                     |                     |                     |         |         |         |         |  |  |
|      |      |      |      |      |      |      |      |          |          |          |          |               |               |               |               |               |               |      |      |      |      |                                                                    |                                                                    |                                                                    |                                                                    |                                                                    |                                                                    |  |  |               |               |               |               |               |               |      |      |                 |                 |                 |                 |                 |                 |      |      |                     |                     |                     |                     |                     |                     |         |         |         |         |  |  |
|      |      |      |      |      |      |      |      |          |          |          |          |               |               |               |               |               |               |      |      |      |      | 1. 르우벤 2. 시므온 3. 레위 4. 유다 9. 잇사갈 10. 스불론 디나 (딸) | 1. 르우벤 2. 시므온 3. 레위 4. 유다 9. 잇사갈 10. 스불론 디나 (딸) | 1. 르우벤 2. 시므온 3. 레위 4. 유다 9. 잇사갈 10. 스불론 디나 (딸) | 1. 르우벤 2. 시므온 3. 레위 4. 유다 9. 잇사갈 10. 스불론 디나 (딸) | 1. 르우벤 2. 시므온 3. 레위 4. 유다 9. 잇사갈 10. 스불론 디나 (딸) | 1. 르우벤 2. 시므온 3. 레위 4. 유다 9. 잇사갈 10. 스불론 디나 (딸) |  |  | 7. 갓 8. 아셀 | 7. 갓 8. 아셀 | 7. 갓 8. 아셀 | 7. 갓 8. 아셀 | 7. 갓 8. 아셀 | 7. 갓 8. 아셀 |      |      | 5. 단 6. 납달리 | 5. 단 6. 납달리 | 5. 단 6. 납달리 | 5. 단 6. 납달리 | 5. 단 6. 납달리 | 5. 단 6. 납달리 |      |      | 12. 요셉 13. 베냐민 | 12. 요셉 13. 베냐민 | 12. 요셉 13. 베냐민 | 12. 요셉 13. 베냐민 | 12. 요셉 13. 베냐민 | 12. 요셉 13. 베냐민 |         |         |         |         |  |  |